# Nevis Premier Division
La Nevis Premier Division (Division Premier de la isla Nevis) es el más alto torneo de fútbol de la Isla Nieves, perteneciente a la Asociación de Fútbol de San Cristóbal y Nieves.

## Equipos Liga 2019-20
- All Ballerz
- Bath United
- Hardtimes FC
- Pionners FC
- Slybo Strikers
- Villa International United
- Youths of the Future

## Campeones
- 2004: Bath United
- 2004/2005: Fitness Pioneers
- 2005/2006: Harris United
- 2006/2007: BAS Stoney Grove Strikers
- 2007/2008: SL Hordsford Highlights
- 2008/2009: SL Hordsford Highlights
- 2009/2010: BAS Stoney Grove Strikers
- 2010/2011: Abandonada
- 2011/2012: No se jugó
- 2012/2013: No se jugó
- 2013/2014: SL Hordsford Highlights
- 2014/2015: No se jugó
- 2015/2016: No se jugó
- 2016/2017: SL Hordsford Highlights
- 2017/2018: Abandonada
- 2018/2019: No se jugó
- 2019/2020: Youths of the Future

## Equipos por título
| Club                                            | N° de títulos |
| ----------------------------------------------- | ------------- |
| SL Horford's Highlights (Incluye Harris United) | 5             |
| BAS Stoney Grove Strikers                       | 2             |
| Fitness Pioneers                                | 1             |
| Bath United                                     | 1             |
| Youths of the Future                            | 1             |

## Tabla histórica
- La siguiente tabla se muestre resultados de la fase regular, por lo cual no contabiliza los play-offs, ni temporadas con resultados desconocidos o abandonados. Actualizado desde 2007-08 hasta 2013-14.
| Pos. | Equipo                     | Temp. | PJ | PG | PE | PP | GF  | GC  | DG   | Pts. | Desc |
| ---- | -------------------------- | ----- | -- | -- | -- | -- | --- | --- | ---- | ---- | ---- |
| 1    | BAS Stoney Grove Strikers  | 4     | 51 | 40 | 6  | 5  | 192 | 52  | +140 | 126  |      |
| 2    | SL Hordsford Highlights    | 4     | 51 | 35 | 8  | 8  | 127 | 49  | +76  | 113  |      |
| 3    | Bath United                | 4     | 51 | 33 | 4  | 14 | 170 | 63  | +107 | 103  |      |
| 4    | Villa International United | 3     | 39 | 14 | 4  | 21 | 56  | 97  | -41  | 46   |      |
| 5    | Beyond Homes All Stars     | 4     | 50 | 12 | 5  | 33 | 57  | 150 | -93  | 40   |      |
| 6    | Combined Schools           | 2     | 26 | 12 | 2  | 12 | 43  | 48  | -5   | 38   |      |
| 7    | Bronx United               | 3     | 38 | 13 | 4  | 21 | 71  | 62  | +9   | 37   | -6   |
| 8    | Stones United              | 3     | 33 | 7  | 2  | 24 | 43  | 120 | -77  | 17   | -6   |
| 9    | Hardtimes FC               | 2     | 20 | 3  | 1  | 16 | 24  | 61  | -37  | 10   |      |
| 10   | Fitness Pioneers           | 1     | 12 | 3  | 0  | 9  | 13  | 37  | -24  | 9    |      |
| 11   | Cotton Ground United       | 1     | 12 | 1  | 1  | 10 | 7   | 50  | -43  | 4    |      |